# Енріке Мартінс
Енріке Мартінс (порт. Henrique Martins, 14 листопада 1991) — бразильський плавець.
Учасник Олімпійських Ігор 2016 року.
Чемпіон світу з плавання на короткій воді 2014 року.
Переможець літньої Універсіади 2015 року, призер 2011, 2017 років.